# نصف الدولار المئوي من ولاية مين
يعتبر نصف الدولار المئوي من ولاية مين عملة تذكارية تم إصدارها عام 1920 بواسطة مكتب الولايات المتحدة لصك العملات. قام أنطونيو دي فرانسيسكو بنحته، عقب رسومات تخطيطية لفنان غير معروف من ولاية مين الأمريكية.
أراد المسؤولون في ولاية مين أن يتم توزيع نصف دولار تذكاري كإعلان بمناسبة مرور مائة عام على انضمام الدولة إلى الاتحاد، وعن الاحتفالات المخطط لها. أقر الكونغرس الأمريكي مشروع قانون للسماح بمثل هذه العملة دون معارضة، ولكن بعد ذلك قررت اللجنة المئوية للولاية بيع العملات بسعر دولار، أي ضعف القيمة الاسمية. لم تعجب لجنة الفنون الجميلة التصميم المقترح ، وحثت على إجراء تغييرات، ولكن مسؤولو ولاية مين اصروا عليه، وقام دي فرانسيسكو بتحويل الرسومات إلى نماذج من الجبس، والتي يمكن أن تُصنع منها العملات المعدنية.
تم صنع خمسين ألف قطعة، نصف سك العملة المسموح به، لإطلاقها للجمهور. تم إصدارها بعد فوات الأوان ليتم بيعها في الاحتفالات المئوية في بورتلاند، ولكن في نهاية المطاف تم بيع جميع العملات المعدنية، على الرغم من أن عددًا قليلًا نسبيًا ذهب إلى جامعي العملات المعدنية. يعرضونها بمئات إلى آلاف الدولارات ، حسب الحالة.

## التأسيس والتشريع
أراد الحاكم كارل ميليكين [الإنجليزية] ومجلس ولاية مين إصدار نصف دولار لإحياء ذكرى مرور مائة عام على انضمام الدولة إلى الاتحاد عام 1820. في البداية ، كانت الفكرة هي إحياء ذكرى متداولة يمكن أن تعلن عن الاحتفالات المئوية في ولاية مين. في وقت لاحق، بعد موافقة الكونغرس على تشريع اتحادي للعملة المعدنية، قررت اللجنة المئوية بيع القطع النقدية مقابل دولار واحد لكل منها، بدلاً من السماح لها بالانتقال من يد إلى آخر.